# Gai Saloni
Gai Saloni (en llatí Caius Salonius) va ser un magistrat romà del segle ii aC.
Va ser un dels triumvirs per la fundació de colònies (Triumviri coloniae deducendae) i va fundar la colònia de Tempsa l'any 194 aC. El 173 aC va ser nomenat decemvir per dirigir la partició d'algunes terres que s'havia de fer a Ligúria i a la Gàl·lia Cisalpina en favor de ciutadans romans i llatins.